# Гобаново
 Гобаново — деревня в Усть-Вымском районе Республики Коми в составе сельского поселения  Айкино. 

## География
Расположена на правобережье Вычегды на расстоянии менее 5 км по прямой от районного центра села Айкино на юго-запад.  

## История
Известна с 1916 года как деревня с 14 дворами. В 1926 году здесь было дворов 18 и жителей 87, в 1970 29 человек, в 1989 18 (коми 72%, русские 27%), в 1995 17.

## Население
Постоянное население  составляло 7 человек (коми 100%) в 2002 году, 9 в 2010 .